# Хайгейтское кладбище

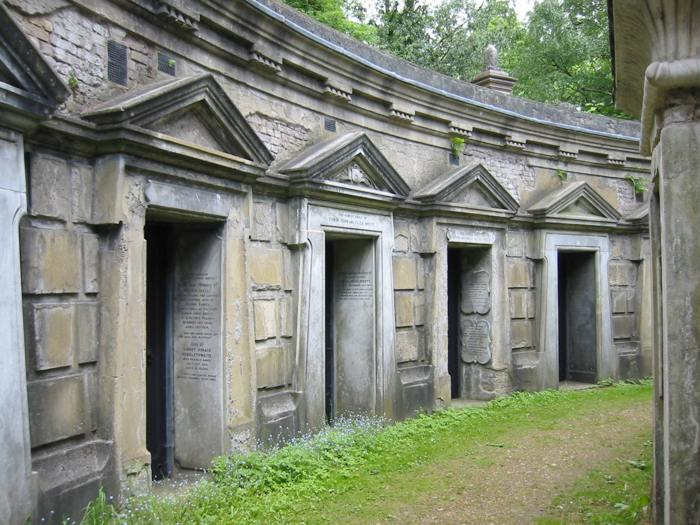
Ливанский круг, Западное кладбище

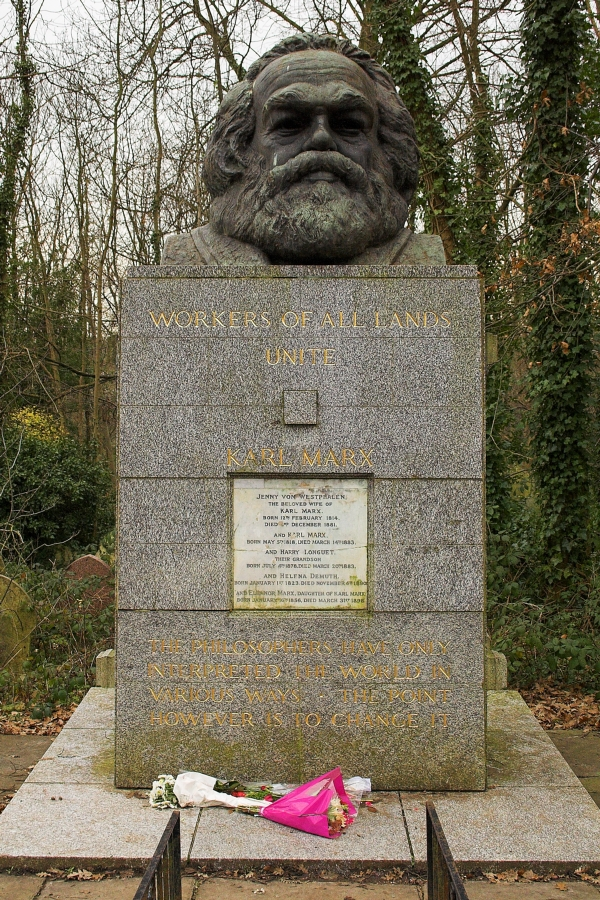
Могила Карла Маркса, Восточное кладбище

Ха́йгетское кладбище (англ. Highgate Cemetery, полностью Highgate Cemetery of Saint James in Swain’s Lane in the Parish of St. Pancras) — кладбище, расположенное в Хайгейте, Лондон, Великобритания.

## История и основание
Кладбище в своём первоначальном виде было открыто в 1839 году, в ходе реализации плана по созданию семи больших современных (на то время) кладбищ вокруг Лондона, ставших известными как «Великолепная семёрка». Внутригородские кладбища были, в основном, кладбищами при церквях, которые к тому времени уже давно не справлялись с числом захоронений. Поэтому они считались опасными для здоровья жителей, а кроме того недостойными для погребения мёртвых. Изначальный проект был разработан архитектором и предпринимателем Стивеном Гири.
Хайгейтское кладбище, как и другие, вскоре стало модным местом для захоронения и было очень уважаемым и посещаемым. Викторианское отношение к смерти и представление о ней привело к созданию большого числа готических могил и зданий. Кладбище занимает выходящий на юг склон холма Хайгейт от его вершины до парка Уотерлоу (англ.). В 1854 году к востоку от первоначальной площади кладбища земля была выкуплена для создания его восточной части. Эта часть до сих пор используется для захоронений, как и западная часть.
На землях кладбища растёт большое количество деревьев, кустарников и диких цветов, выросших там без содействия людей. Земли являются убежищем для птиц и мелких животных, таких как лисицы. Египетская улица и Ливанский круг (усаженный огромными ливанскими кедрами) содержат гробницы, склепы и извилистые тропинки в землянках на склонах холмов. Для сохранности кладбища, в старейшей части которого находится впечатляющая коллекция викторианских мавзолеев и надгробий, а также искусно вырезанных гробниц, допуск осуществляется только для туристических групп. По новой восточной части, которая содержит смесь викторианской и современной скульптуры, можно путешествовать без сопровождения.
Могила Карла Маркса, Египетская улица и Колумбарий — сооружения Первого уровня британского списка сооружений.
Хайгейтское кладбище также известно благодаря своему оккультному прошлому, связанному с якобы активностью вампиров. В прессе данные события получили название хайгейтский вампир (англ.).

## Друзья Хайгейтского кладбища
Фонд Друзей Хайгейтского кладбища основан в 1975 году и приобрёл безусловное право собственности на восточное и западное кладбища в 1981 году. С тех пор он несёт ответственность за содержание этих мест. В 1984 году фонд опубликовал книгу «Хайгейтское кладбище: Викторианская валгалла» Джона Гея.

## Захоронения
Хотя наиболее известным захоронением восточного кладбища является могила Карла Маркса (неудавшуюся попытку взорвать которую в 1970 году ещё помнят некоторые жители Хайгейта; за посещение могилы взимается плата), есть могилы других видных деятелей викторианской и других эпох, похороненных на кладбище.

## Галерея

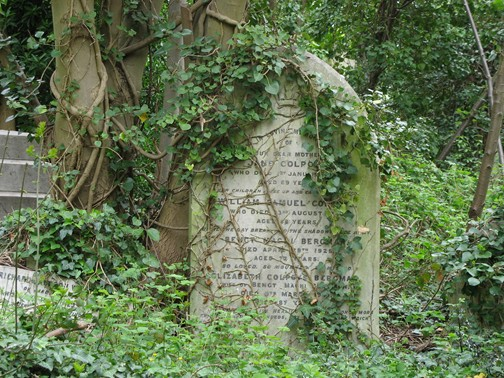
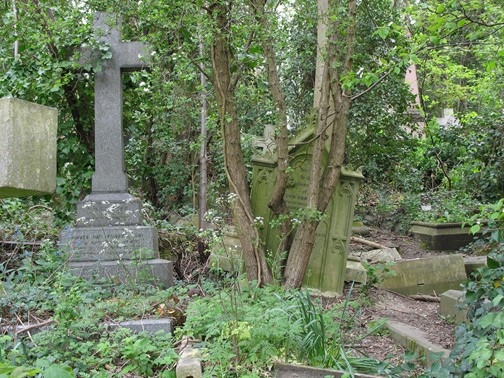
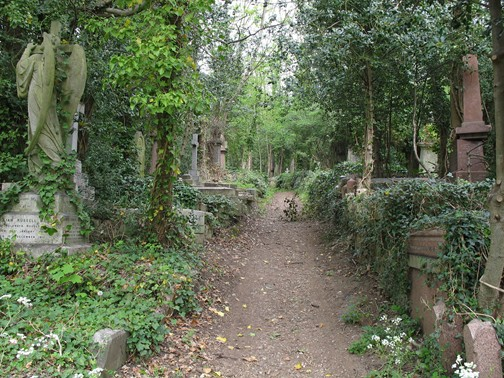
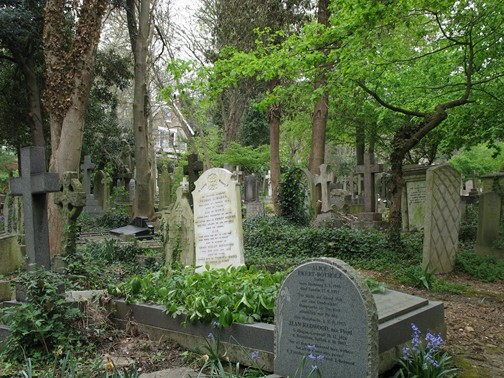
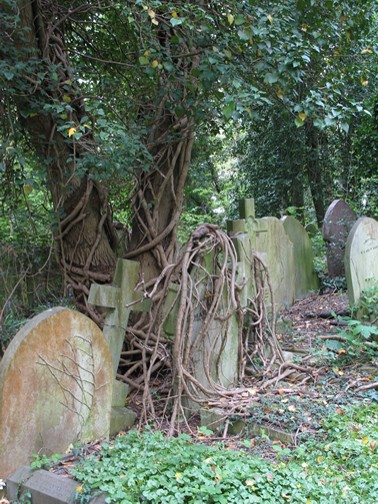
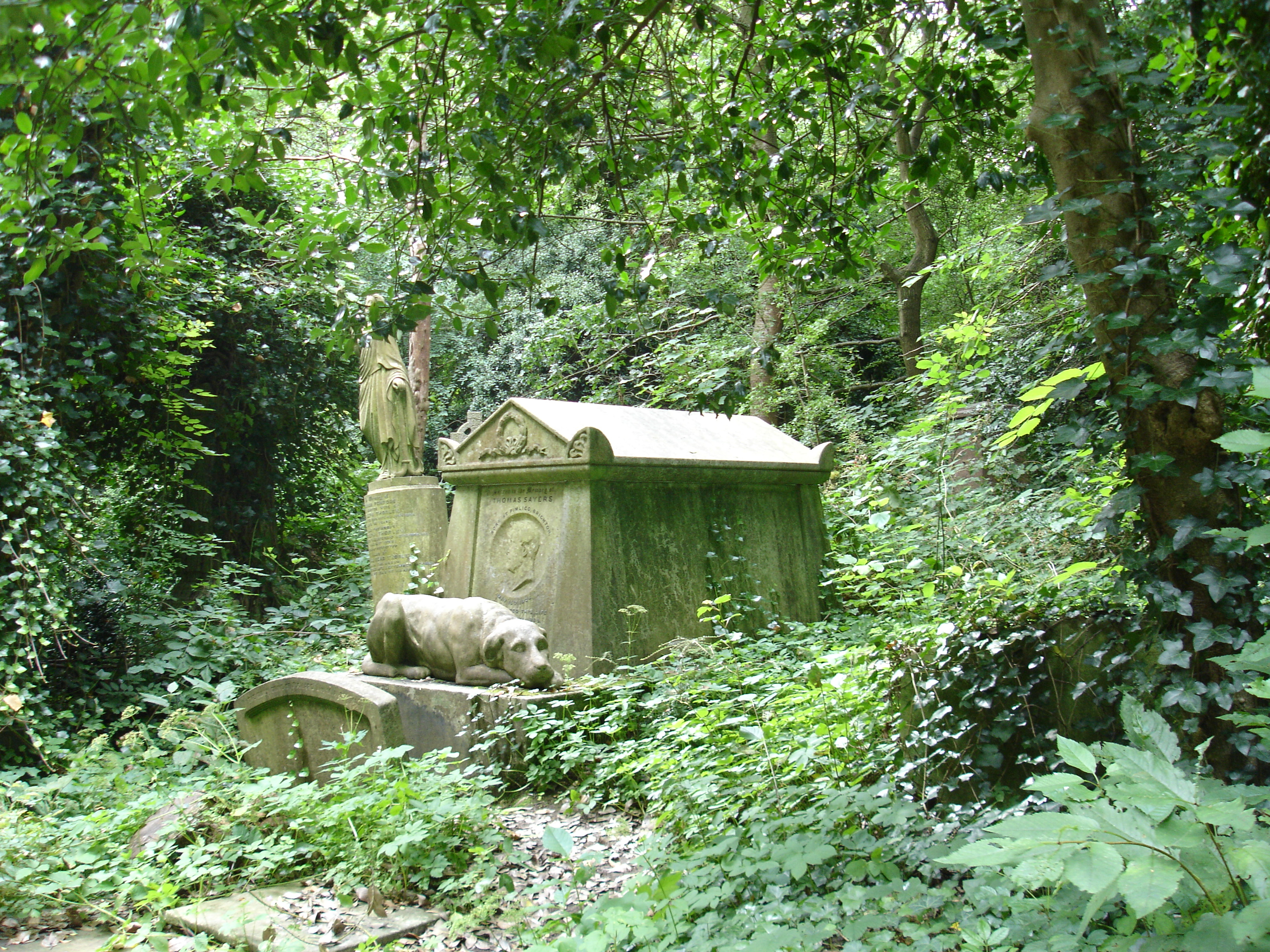